# Pseudolepiota
Pseudolepiota is een monotypisch geslacht van schimmels behorend tot de familie Agaricaceae. Het geslacht bevat alleen Pseudolepiota zangmui.